# LiveLib.ru
LiveLib («Живая библиотека», «Лайвлиб») — русскоязычный веб-сервис, посвящённый литературе, обладающий некоторыми признаками социальных сетей. Сайт предоставляет информацию о книгах, писателях, издательствах и библиотеках.
Позиционирует себя как книжный рекомендательный сервис, обладает базой пользовательских рецензий, освещает литературные новости и цены на книжные новинки, позволяет зарегистрированным участникам вести учёт и анализ прочитанных произведений.

## Описание сайта
Сайт предоставляет возможности ведения читательских дневников, обсуждения книг; публикует рейтинги пользовательских предпочтений, информацию о книжных новинках и литературных новостях, произведениях и изданиях, авторах книг, издательствах и издательских серий книг, библиотеках. Основной контент сайта создается пользователями. Пользователи могут общаться на форуме, играть в различные литературные игры, участвовать в конкурсах и даже получать реальные призы. Также благодаря данному сервису между читателями осуществляется обмен литературой.

### История
Проект был создан в 2006 и запущен в феврале 2007 года. В марте в Рунете появились первые упоминания и публикации о LiveLib.ru. В начале апреля 2007 года регистрация на сайте стала открытой. На момент создания LiveLib являлся единственной из сетей, которая предлагала пользователям размещать в своих блогах графический виджет. В октябре был опубликован виджет для WordPress. Осенью 2011 года были открыты «Раздачи». В этом разделе авторы и издательства размещают наименования и количество экземпляров книг, которые отдаются в дар пользователям сервиса, путём розыгрыша среди желающих случайным образом. В июле 2013 года был запущен раздел «Библиотеки». В октябре того же года разработчики презентовали официальное приложение сайта на OS Android, а в августе 2014 для iOS. Весной 2015 года был дан старт глобальному редизайну сайта, который продолжается до сих пор. По состоянию на апрель 2016 года уже был видоизменен общий интерфейс сайта, внешний вид страниц книг и произведений, профиля пользователя, добавлены новые функции и обновлен рекомендательный сервис. С декабря 2016 года основная структура сайта была постепенно переведена в Группы. В июне 2017 года добавлен новый раздел «Литературные премии».

### Деятельность
Совместно с издательским домом Книжное обозрение был сделан проект «Дефицитные книги», исследование на тему «Каких книг не хватает на российском книжном рынке». Результаты исследования были опубликованы в профессиональном приложении к газете «Книжное обозрение», выпуск № 384 (август). В том же профессиональном приложении «PRO» публиковались «Рейтинги и рецензии читателей социальной книжной сети LiveLib.ru».
Лайвлиб уделяет внимание развитию офлайновых книжных клубов в разных городах. Пользователи сайта организуют на сайте развлекательные мероприятия: «Книжный сюрприз» (аналог Тайный Санта), «Ежегодный флэшмоб», «Изба-читальня» и т.д. Администрация сайта проводит конкурсы от своего имени и совместно с издательствами. Так же ежегодно проводятся встречи пользователей сайта, на которых обсуждается дальнейшее развитие Живой Библиотеки, проводятся награждения по результатам прошедших конкурсов, подводятся итоги года. В рамках сотрудничества с издательствами АСТ, Технологии Развития, Снежный Ком М, Самокат, был выпущен ряд книг с логотипом сайта. Отрывки из рецензий пользователей публикуются на новых изданиях, на данные портала опираются издательства и писатели. С января 2016 года был запущен проект «Читательский интерес», в рамках которого публикуются эксклюзивные интервью с писателями, основанные на вопросах посетителей проекта. Уже вышли интервью Бориса Акунина, Людмилы Улицкой, Наиля Измайлова, Алексея Иванова, Константина Образцова, Ли Виксен, Наринэ Абгарян, Евгения Водолазкина, Ольги Громыко, Марины Степновой, Блейка Крауча.

## Награды

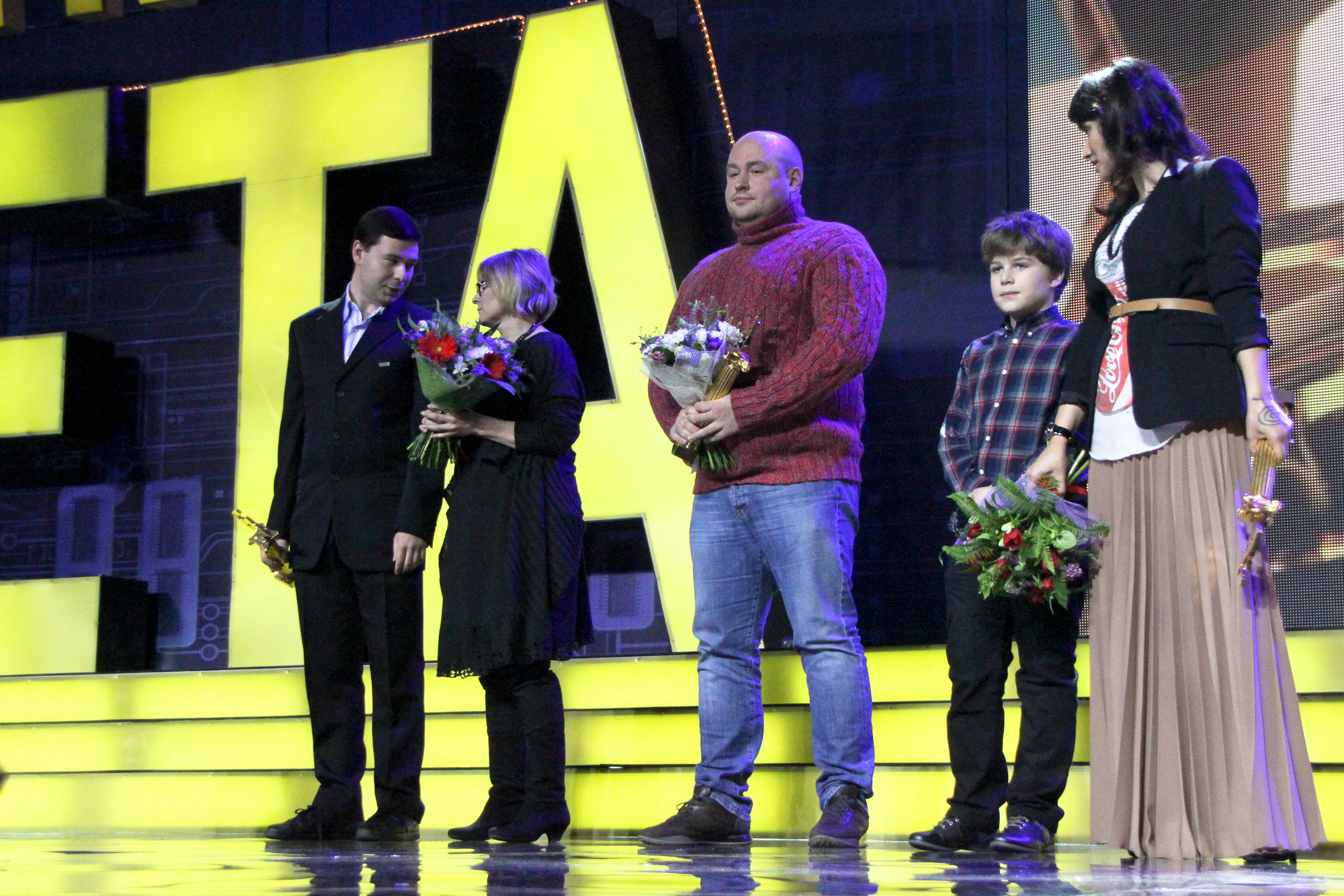
Премия Рунета-2011. Лауреат в номинации «Наука и Образование» — социальная сеть читателей книг LiveLib.ru. Справа Тина Канделаки с сыном Леонтием.

В ноябре 2011 года LiveLib стал лауреатом «Премии Рунета» в номинации «Наука и образование», получив специальный приз «За самую большую коллекцию рецензий».
В ноябре 2015 года сайт занял седьмое место в общем списке Народного Голосования «Премии Рунета».

## Статистика
По состоянию на сентябрь 2018 года:
- сервисом пользуются свыше 1,6 миллиона читателей;
- в базе сайта более 2,6 млн книг;
- в коллекции пользователей добавлено около 34 млн. изданий;
- оставлено 913 тыс. пользовательских рецензий на книги;
- добавлено около 1,6 миллиона цитат из книг;
- составлено 341 тыс. подборок на различные темы;
- написано около 20 тыс. историй про книги;
- пользователями курируются более 42 тыс. авторов и 18 тыс. книг;
- проведено 170 конкурсов и разыграно 5 тысяч книг в бесплатных раздачах.